# Обухов, Сергей Иванович
Сергей Иванович Обухов (укр. Сергій Іванович Обухов, род. 7 сентября 1957) — бригадир горнорабочих очистного забоя обособленного подразделения «Шахта имени XIX съезда КПСС» государственного предприятия «Луганскуголь». Герой Украины (2013).

## Государственные награды
- Звание Герой Украины с вручением ордена Державы (22 августа 2013 года) — за выдающийся личный вклад в укрепление энергетического потенциала государства, многолетний самоотверженный шахтёрский труд и высокое профессиональное мастерство[1]
- Знак «Шахтёрская слава» 3-х степеней